# تونافست

شعار تونافست

تونافست (Tuninvest)، هي شركة استثمارية تونسية. أسست مجموعة تونافست عام 1993  كشركة استثمار ذات رأس مال قار وتدير حاليا المجموعة التي تنتمي إليها عبر محافظ استثمارية مساهمات إستراتيجية في تونس والجزائر والمغرب وأفريقيا في عدة قطاعات البناء والأشغال العامة والملابس واللف والصناعات الغذائية وخدمات الكمبيوتر. ادرجت الشركة في البورصة التونسية في سبتمبر 1998 وتملك التونسية للإيجار المالي 36.5% من رأسمالها. يقر مقرها في شارع الحرية وسط العاصمة التونسية.
1. ↑  بطاقة تونافست من موقع معلومات مباشر نسخة محفوظة 16 ديسمبر 2019 على موقع واي باك مشين.
2. ↑  محفظة مجموعة تونافست من موقعها على الإنترنت نسخة محفوظة 24 مايو 2014 على موقع واي باك مشين.
3. ↑  بطاقة تونافست من موقع بورصة تونس نسخة محفوظة 28 فبراير 2013 على موقع واي باك مشين. [وصلة مكسورة]

## وصلات خارجية
- موقع مجموعة تونافست